# Шмірн
Шмірн (нім. Schmirn) —  громада округу Інсбрук-Ланд у землі Тіроль, Австрія.
Шмірн лежить на висоті  1407 м над рівнем моря і займає площу  62,7 км². Громада налічує 875 мешканців. 
Густота населення 14/км².  
|                                |
| Шмірн на мапі округу та землі. |

 Адреса управління громади: Schmirn 58b, 6154 Schmirn. 

## Демографія
Історична динаміка населення міста за даними сайту Statistik Austria

## Виноски
1. ↑  Dauersiedlungsraum der Gemeinden Politischen Bezirke und Bundesländer - Gebietsstand 1.1.2018 — Статистичне управління Австрії.
2. ↑  https://www.statistik.at/blickgem/blick1/g70349.pdf
3. ↑  www.schmirn.tirol.gv.at. Архів оригіналу за 28 листопада 2006. Процитовано 13 квітня 2022.
4. ↑  Gemeindedaten von Schmirn. Архів оригіналу за 29 вересня 2007. Процитовано 18 липня 2013.

| Австрія | Це незавершена стаття з географії Австрії. Ви можете допомогти проєкту, виправивши або дописавши її. |